# Миловидов, Владимир Фёдорович
Влади́мир Фёдорович Милови́дов (2 июля 1928, Саратовская область, СССР — 22 февраля 2007, Москва, Россия) — советский и российский ученый-историк, специалист в области истории религии и атеизма, культурологии и истории оружия. Кандидат исторических наук (1954). Один из авторов «Краткого научно-атеистического словаря» (1964), «Атеистического словаря» (1983) и словаря «Религии народов современной России» (1999), автор многочисленных научных работ по старообрядчеству, истории российского оружия и оружейного искусства в России.

## Биография
Родился 2 июля 1928 года в Саратовской области в семье учителей Е. Д. Шороховой и Ф. И. Миловидова. В период репрессий 30-х годов переехал с матерью в Москву, где закончил специальную артиллерийскую школу № 19 с углублённым изучением английского языка.
С 1947 по 1951 год обучался в Московском областном педагогическом институте имени Н. К. Крупской по специальности «история», где в 1954 году защитил диссертацию на соискание учёной степени кандидата исторических наук по теме «Восстание рабов в Италии под предводительством Спартака (74—71 гг. до н. э.)». Участвовал в археологических раскопках в Средней Азии, где занимался зарисовкой найденных экспонатов.
С 1955 по 1959 год работал экскурсоводом в Оружейной палате Московского кремля. С 1959 по 1961 год был внештатным научным редактором и рецензентом Академиздата Академии наук СССР, с 1961 по 1964 год работал на должности младшего научного сотрудника Академии наук по специальности «история». С 1964 по 1989 год работал сначала младшим, затем — старшим научным сотрудником, с 1989 по 1991 год старшим преподавателем Института научного атеизма Академии общественных наук при ЦК КПСС.
В конце 1950-х—начале 1960-х годов активно включился в возобновившиеся в СССР после длительного перерыва, связанного с репрессивным разгромом этнографической науки, исследования послевоенного старообрядчества, став со временем признанным авторитетом в этой области. Его монографии «Старообрядчество в прошлом и настоящем» (1969) и «Современное старообрядчество» (1979), продолжившая эту тему, стали знаковым явлением в отечественной религиоведческой литературе.
В доме Миловидовых собирались учёные (В. Н. Басилов, Э. Г. Филимонов, В. И. Кушлин), писатели (Г.М. Садовников, В. Д. Берестов), журналисты (А. А. Шамаро), художники (Б. Н. Воронин) и другие представители советской интеллигенции.
Владел английским и немецким языками и выступал с докладами в Германской Демократической Республике и Венгерской Народной Республике.
В начале 1980-х годов, в период расцвета сектантов и мистических культов, в Институте научного атеизма Академии общественных наук при ЦК КПСС была создана проблемная группа по исследованию современных форм мистицизма и новых религиозных движений. Её руководителем стал В. Ф. Миловидов. В состав этой группы вошли религиоведы, культурологи, психологи, представители других научных специальностей. Результаты проведённых группой исследований публиковались, в частности, в сборнике «Вопросы научного атеизма» (выходил с 1966 по 1989 год).
С 1996 по 2007 год преподавал культурологию в Московском государственном институте электроники и математики под руководством В.А. Сапрыкина. Исследования Миловидова, посвященные проблемам происхождения ранних форм религии, православия и старообрядчества, неомистицизма и нетрадиционных форм религиозности, позволили поставить в МГИЭМ новый курс лекций и разработать пособие по курсу "Религия в истории культуры".
Также был специалистом по истории российского холодного оружия, занимался разработкой дизайна современных ножей и клинков, и собрал большую коллекцию зарубежных и русских охотничьих ножей. В 2006 году снялся в обучающем фильме «О заточке клинков» для Первой Русской Конференции по холодному оружию (авторы съёмки и монтажа: Алексей Борзенко и Николай Лукиных).
Умер 22 февраля 2007 года в реанимационном отделении Института имени Склифосовского после неудачной операции на сердце в день открытия в Москве Международной выставки «Охота и рыболовство на Руси», где планировал провести очередной авторский мастер-класс по заточке клинков. Похоронен на Перхушковском кладбище, на берегу реки Медвенка..

## Семья
- Жена — Надежда Алеексеевна Миловидова (Никонова) (род. 1942),
- Дочь — Ольга Владимировна Миловидова (род. 1974)

## Научные труды

### Монографии
- Миловидов В. Ф. Старообрядчество в прошлом и настоящем / Акад. обществ. наук при ЦК КПСС. Ин-т науч. атеизма. — М.: Мысль, 1969. — 112 с. — 20 000 экз.
- Миловидов В. Ф. Современное старообрядчество. — М.: Мысль, 1979. — 126 с. — 29 000 экз.
- Миловидов В. Ф. Старообрядчество и социальный прогресс / Рец. Э. Г. Филимонов. — М.: Знание, 1983. — 64 с. — (Новое в жизни, науке, технике. Серия «Научный атеизм»; № 9). — 44 670 экз.

### Статьи
- Миловидов В. Ф. Старообрядчество и социальный прогресс // Вопросы научного атеизма. Вып. 2. Модернизация религии в современных условиях / Акад. обществ. наук ЦК КПСС. Ин-т научного атеизма. — М.: Мысль, 1966. — С. 198—224. — 439 с. — 23 000 экз.
- Коган Ю. Я., Грекулов Е. Ф., Миловидов В. Ф. Церковь и русский абсолютизм в XVIII веке // Церковь в истории России (IX в. — 1917 г.). Критические очерки. / Акад. наук СССР, Ин-т всеобщ. истории; отв. ред. д-р ист. наук Н. А. Смирнов. — М.: Наука, 1967. — С. 162—205. — 336 с. 7600 экз.
- Дмитриев С. С., Миловидов В. Ф. Церковь на службе самодержавия и крепостничества в первой половине XIX в. // Церковь в истории России (IX в. — 1917 г.). Критические очерки. / Акад. наук СССР, Ин-т всеобщ. истории; отв. ред. д-р ист. наук Н. А. Смирнов. — М.: Наука, 1967. — С. 206—226. — 336 с. 7600 экз.
- Миловидов В. Ф. Исторические судьбы раскола и старообрядчества // Вопросы научного атеизма. Вып. 25: Атеизм, религия, церковь в истории СССР / Акад. обществ. наук ЦК КПСС. Ин-т научного атеизма; редкол.: П. К. Курочкин (отв. ред.) и др. ; над вып. работала И. И. Рощина. — М.: Мысль, 1980. — С. 99—117. — 341 с. — 21 000 экз.
- Миловидов В. Ф. Новые религиозно-мистические культы Запада и попытки их внедрения в СССР // Актуальные проблемы научно-атеистического воспитания молодежи: Материалы всесоюзной школы молодых ученых и комсомольских работников в Гурзуфе (ноябрь 1981 г.) / Редкол.: Э. Г. Филимонов (отв. ред.) и др. — М.: Молодая гвардия, 1983. — С. 34-51. — 187 с.
- Миловидов В. Ф. Новые религиозно-мистические культы Запада и попытки их внедрения в СССР // Актуальные проблемы научно-атеистического воспитания молодёжи: Материалы II всесоюз. шк. молодых учёных и специалистов (окт. — нояб. 1983 г., Звенигород) / Редкол.: Э. Г. Филимонов (отв. ред.) и др. — М.: Молодая гвардия, 1984. — 174 с. (Атеизм / ВЛКСМ, ЦК).
- Миловидов В. Ф. Новые религиозно-мистические культы // Молодёжь, религия, атеизм: Сборник статей / Сост. Ю. А. Кимелев. — М.: Молодая гвардия, 1984. — С. 148-165. — 224 с.
- Миловидов В. Ф. Критика современной мистики // Вопросы научного атеизма. Вып. 32. / Акад. обществ. наук ЦК КПСС. Ин-т научного атеизма; редкол.; В. И. Гараджа (отв. ред.) и др.. — М.: Мысль, 1985. — С. 126—139. — 333 с. — 22 420 экз.

Религии народов современной России
- Миловидов В. Ф. Беглопоповцы, беглопоповское согласие // Религии народов современной России: Словарь / Ред-кол.: Мчедлов М. П. (отв. ред.), Аверьянов Ю. И., Басилов В. Н. и др. — 2-е изд., испр. и доп. — М.: Республика, 2002. — С. 40—41. — 624 с. — 4000 экз. — ISBN 5-250-01818-1.
- Миловидов В. Ф. Белокриницкая иерархия // Религии народов современной России: Словарь / Ред-кол.: Мчедлов М. П. (отв. ред.), Аверьянов Ю. И., Басилов В. Н. и др. — 2-е изд., испр. и доп. — М.: Республика, 2002. — С. 43—44. — 624 с. — 4000 экз. — ISBN 5-250-01818-1.
- Миловидов В. Ф. Беспоповщина // Религии народов современной России: Словарь / Ред-кол.: Мчедлов М. П. (отв. ред.), Аверьянов Ю. И., Басилов В. Н. и др. — 2-е изд., испр. и доп. — М.: Республика, 2002. — С. 45—46. — 624 с. — 4000 экз. — ISBN 5-250-01818-1.
- Миловидов В. Ф. Древлеправославная Поморская церковь (ДПЦ) // Религии народов современной России: Словарь / Ред-кол.: Мчедлов М. П. (отв. ред.), Аверьянов Ю. И., Басилов В. Н. и др. — 2-е изд., испр. и доп. — М.: Республика, 2002. — С. 89. — 624 с. — 4000 экз. — ISBN 5-250-01818-1.
- Миловидов В. Ф. Единоверческая церковь // Религии народов современной России: Словарь / Ред-кол.: Мчедлов М. П. (отв. ред.), Аверьянов Ю. И., Басилов В. Н. и др. — 2-е изд., испр. и доп. — М.: Республика, 2002. — С. 98. — 624 с. — 4000 экз. — ISBN 5-250-01818-1.
- Миловидов В. Ф. Керженские скиты // Религии народов современной России: Словарь / Ред-кол.: Мчедлов М. П. (отв. ред.), Аверьянов Ю. И., Басилов В. Н. и др. — 2-е изд., испр. и доп. — М.: Республика, 2002. — С. 171. — 624 с. — 4000 экз. — ISBN 5-250-01818-1.
- Миловидов В. Ф. Некрасовцы // Религии народов современной России: Словарь / Ред-кол.: Мчедлов М. П. (отв. ред.), Аверьянов Ю. И., Басилов В. Н. и др. — 2-е изд., испр. и доп. — М.: Республика, 2002. — С. 291. — 624 с. — 4000 экз. — ISBN 5-250-01818-1.
- Миловидов В. Ф. Поморский толк, даниловцы // Религии народов современной России: Словарь / Ред-кол.: Мчедлов М. П. (отв. ред.), Аверьянов Ю. И., Басилов В. Н. и др. — 2-е изд., испр. и доп. — М.: Республика, 2002. — С. 337. — 624 с. — 4000 экз. — ISBN 5-250-01818-1.
- Миловидов В. Ф. Поповщина // Религии народов современной России: Словарь / Ред-кол.: Мчедлов М. П. (отв. ред.), Аверьянов Ю. И., Басилов В. Н. и др. — 2-е изд., испр. и доп. — М.: Республика, 2002. — С. 337—338. — 624 с. — 4000 экз. — ISBN 5-250-01818-1.
- Миловидов В. Ф. Преображенское кладбище // Религии народов современной России: Словарь / Ред-кол.: Мчедлов М. П. (отв. ред.), Аверьянов Ю. И., Басилов В. Н. и др. — 2-е изд., испр. и доп. — М.: Республика, 2002. — С. 388. — 624 с. — 4000 экз. — ISBN 5-250-01818-1.
- Миловидов В. Ф. Рогожское кладбище // Религии народов современной России: Словарь / Ред-кол.: Мчедлов М. П. (отв. ред.), Аверьянов Ю. И., Басилов В. Н. и др. — 2-е изд., испр. и доп. — М.: Республика, 2002. — С. 421. — 624 с. — 4000 экз. — ISBN 5-250-01818-1.
- Миловидов В. Ф. Русская древлеправославная церковь (архиепископия) // Религии народов современной России: Словарь / Ред-кол.: Мчедлов М. П. (отв. ред.), Аверьянов Ю. И., Басилов В. Н. и др. — 2-е изд., испр. и доп. — М.: Республика, 2002. — С. 429. — 624 с. — 4000 экз. — ISBN 5-250-01818-1.
- Миловидов В. Ф. Спасовский толк // Религии народов современной России: Словарь / Ред-кол.: Мчедлов М. П. (отв. ред.), Аверьянов Ю. И., Басилов В. Н. и др. — 2-е изд., испр. и доп. — М.: Республика, 2002. — С. 495—496. — 624 с. — 4000 экз. — ISBN 5-250-01818-1.
- Миловидов В. Ф. Старообрядчество // Религии народов современной России: Словарь / Ред-кол.: Мчедлов М. П. (отв. ред.), Аверьянов Ю. И., Басилов В. Н. и др. — 2-е изд., испр. и доп. — М.: Республика, 2002. — С. 496—498. — 624 с. — 4000 экз. — ISBN 5-250-01818-1.
- Миловидов В. Ф. Страннический толк, бегунский толк // Религии народов современной России: Словарь / Ред-кол.: Мчедлов М. П. (отв. ред.), Аверьянов Ю. И., Басилов В. Н. и др. — 2-е изд., испр. и доп. — М.: Республика, 2002. — С. 501. — 624 с. — 4000 экз. — ISBN 5-250-01818-1.
- Миловидов В. Ф. Федосеевский толк // Религии народов современной России: Словарь / Ред-кол.: Мчедлов М. П. (отв. ред.), Аверьянов Ю. И., Басилов В. Н. и др. — 2-е изд., испр. и доп. — М.: Республика, 2002. — С. 531. — 624 с. — 4000 экз. — ISBN 5-250-01818-1.
- Миловидов В. Ф. Филипповский толк // Религии народов современной России: Словарь / Ред-кол.: Мчедлов М. П. (отв. ред.), Аверьянов Ю. И., Басилов В. Н. и др. — 2-е изд., испр. и доп. — М.: Республика, 2002. — С. 531—532. — 624 с. — 4000 экз. — ISBN 5-250-01818-1.

## Другие работы (о холодном оружии)
- Миловидов В. Клинок острый // МастерРужьё. — 2002. — № 66. — С. 58-61.
- Миловидов В. Лезвие клинка // МастерРужьё. — 2003. — № 7(76). — С. 48-51.
- Миловидов В. И снова о заточке // Ножъ. — 2004. — № 1(2).
- Миловидов В. Заточка клинка (технология остроты) // МастерРужьё. — 2004. — № 3(84). — С. 56-59.
- Миловидов В. Заточи клинок сам // МастерРужьё. — 2004. — № 4(85). — С. 56-59.
- Миловидов В. Феномен остроты // МастерРужьё. — 2004. — № 5(86). — С. 38-42.
- Миловидов В. Охотничий нож — единство в многообразии // МастерРужьё. — 2004. — № 9(90). — С. 42-45.
- Миловидов В. Универсальный охотничий нож // МастерРужьё. — 2004. — № 11(92). — С. 32-35.
- Миловидов В. Универсальный охотничий нож (ч. 2) // МастерРужьё. — 2004. — № 12(93). — С. 30-34.
- Миловидов В. Большой нож как охотничье оружие // МастерРужьё. — 2005. — № 2(95). — С. 50-54.
- Миловидов В. Большой нож как охотничье оружие (ч. 2) // МастерРужьё. — 2005. — № 3(96). — С. 46-48.
- Миловидов В. Самсоновский медвежий нож // МастерРужьё. — 2005. — № 7(100). — С. 42-47. (см. Охотничьи ножи Самсонова)
- Миловидов В. Культура и антикультура, или Нужен ли нож охотнику, рыбаку, туристу? // МастерРужьё. — 2005. — № 12(105). — С. 60-67.

Перепечатки журнальных статей:
- Миловидов В. Феномен остроты // Охотничья библиотечка, № 9(141), 2007. Охотничьи станы. — Реутов: ПТП ЭРА, 2007. — 128 с. — (Охотник. Рыболов).
- Миловидов В. Универсальный охотничий нож // Охотничья библиотечка, № 11(143), 2007. Облавная охота на волка: Сб-к прак. советов. — Реутов: ПТП ЭРА, 2007. — 128 с. — (Охотник. Рыболов).